# Jaroslav Olša, jr.
Jaroslav Olša, jr. (* 4. srpna 1964 Praha) je český diplomat, orientalista, autor literatury faktu a překladatel. Je synem orientalisty a indonesisty Jaroslava Olši (1938–2023), který publikoval práce o jihovýchodní Asii a který v letech 1993–2002 taktéž působil v české diplomacii.

## Život
Protože po skončení střední školy v roce 1983 mu z politických důvodů (členství otce ve stávkovém výboru Filosofické fakulty Univerzity Karlovy (FF UK) v letech 1968–1969) nebylo opakovaně umožněno studovat filozofickou fakultu UK, živil se po tři roky nejprve jako osvětlovač, dále jako pracovník Výzkumného ústavu matematických strojů a konečně jako překladatel a tlumočník ve svobodném povolání. Roku 1985 byl přijat nejprve k mimořádnému studiu afrikanistiky a o rok později k řádnému studiu arabistiky a orientalistiky na FF UK. Studia ukončil v roce 1995. V roce 1988 též krátce studoval arabštinu na Bourghibově institutu živých jazyků v Tunisu a v letech 1990–1992 mezinárodní vztahy a srovnávací evropská studia na Amsterdamské univerzitě.
Roku 1992 vstoupil do diplomatických služeb. Pracoval v různých funkcích na Ministerstvu zahraničních věcí České republiky, nejprve jako referent na odboru Blízkého východu a Afriky, v letech 1993–1996 měl jako poradce 1. náměstka ministra v kompetenci kontrolu zahraničního obchodu s vojenským materiálem a účastnil se jednání týkajících se vojenského materiálu a zboží dvojího užití. Je jedním z tvůrců platného zákona kontrolujícího vývoz vojenského materiálu z ČR (zákon č. 38/1994 Sb.). V letech 1996–1999 byl ředitelem afrického odboru, krátce také zástupcem ředitele odboru Blízkého východu a Afriky. V 90. letech byl vedoucím české humanitární mise do Rwandy a Ugandy po rwandské genocidě a inicioval navazování diplomatických styků s ostrovními státy Pacifiku. V letech 2000–2006 působil jako velvyslanec ČR v Zimbabwe (též s akreditací pro státy Angola, Malawi, Mosambik, Svatý Tomáš a Princův ostrov a Zambie), po návratu na ministerstvo byl zástupcem ředitele a následně vedl odbor analýz a plánování. V letech 2008–2014 působil jako velvyslanec v Korejské republice a v letech 2014–2018 jako velvyslanec na Filipínách (též s akreditací pro Federativní státy Mikronésie, Marshallovy ostrovy, Nauru a Palau). Po návratu z Filipín pracoval v letech 2019-2020 jako zástupce ředitelky personálního odboru Ministerstva zahraničních věcí ČR[zdroj?], od prosince 2020 působí jako generální konzul ČR v Los Angeles s působnosti pro západní část Spojených států, Aljašku, Havaj, Guam, Severní Mariany a Americkou Samou.
Pro odlišení od svého otce Jaroslava Olši, který je autorem prací vztahujících se k jihovýchodní Asii a který také v letech 1993–2002 působil v české diplomacii (nejprve jako velvyslanec v Indonésii (1993–1998) a posléze coby generální konzul v pákistánském Karáčí (1999–2002)), používá u svých publikovaných prací verzi jména "Jaroslav Olša, jr.", jež se objevuje i na pověřovacích listinách, kterými jej prezidenti ČR akreditovali u hlav států v zemích jeho působnosti.
Po vstupu do diplomatických služeb se též zaměřil na propagaci a studium historie vztahů Česka a mimoevropských zemí. Publikoval řadu prací o Africe a Korejském poloostrově; píše také o amerických osobnostech s českými kořeny.

V oblibě má i science fiction; přeložil řadu povídek, sestavil několik žánrových antologií a publikoval řadu článků o tomto literárním žánru.

## Literární dílo
První publikace Jaroslava Olši se týkaly science fiction, je autorem dosud jediné dobové bibliografie českých a slovenských science fiction fanzinů / samizdatů a také společně se Zdeňkem Rampasem přispěl hesly o fanzinech do encyklopedie Český literární samizdat (2018), kterou sestavil Michal Přibáň. Byl jedním z autorů první a také jediné české Encyklopedie science fiction literatury (1995), kterou sestavil společně s Ondřejem Neffem, přispěl také do renomovaných The Encyclopedia of Science Fiction (1993) a The Encyclopedia of Fantasy (1997), které sestavil John Clute ad. a přispívá také do jejího současného 3. vydání publikovaného online.
Po vstupu do diplomatických služeb začal více publikovat o Africe a následně Asii. Kromě dějin Zimbabwe a okolních zemí, které napsal společně s Otakarem Hulcem, je také autorem několika knih a řady článků o zimbabwském a zambijském sochařství a malířství. Podobně i ze svého šestiletého pobytu na Korejském poloostrově vydal řadu článků o česko-korejských stycích a kontaktech v dějinách, zejm. knihu v češtině o zakladateli severokorejské archeologie a muzejnictví Han Hung-su, který v letech 1942-1948 žil v Praze a anglicko-korejskou publikaci o československých pozorovatelích v Dozorčí komisi neutrálních států na hranicích obou Korejí. Shrnutím poznatků na toto téma je jeho poslední anglicko-korejská kniha vydaná v roce 2020. Podobně řadu článků vydal i na témě historie vztahů mezi českými zeměmi a Filipínami.
	Od roku 2020 také píše o zajímavých osobnostech „české“ Ameriky – publikoval články a knihu o spisovateli Miloslavu / Milesi J. Breuerovi, malíři a držiteli Oscara za zvláštní efekty Emilu Kosovi a řadě dalších především spjatých s působením v Hollywoodu (např. knihy Czech Painters of California). Historii Čechů v Kalifornii shrnul v knize V odlesku Hollywoodu (týkající se především Los Angeles) a v sérii textů vydávaných v měsíčníku Sokola San Francisko (zapomenutí Češi v severní Kalifornii - zatím ke dvěma desítkám pokračování).

## Zájmy
Mezi jeho zájmy patří kromě orientalistiky především žánr science fiction, který četl od dětství. Do sci-fi fandomu vstoupil v roce 1982, kdy se v Katovicích stal prvním zahraničním členem Slezského klubu fantastyki (Śląski Klub Fantastyki) a doma pak na Parconu roku 1983, kdy založil pražský SFK Spectra. Díky fandomu také začal překládat a vydal několik desítek překladů v řadě periodik. V 80. letech se aktivně podílel na činnosti science fiction fandomu,  přeložil několik desítek povídek, které vyšly ve fanzinech a řada z nich následně v časopisech a antologiích. Vytvořil také trojsvazkovou Bibliografii českých a slovenských fanzinů. Byl iniciátorem a hlavním editorem pololegálního fanzinu Ikarie XB, jehož čtyři čísla vyšla v letech 1986–1989 (a získal v roce 1986 cenu European Science Fiction Society) a v roce 1990 se stal spoluzakladatelem a nakrátko zástupcem šéfredaktora měsíčníku Ikarie, který dnes vychází jako XB-1 a přesáhl už více než 300 čísel. V 80. a 90. letech byl aktivním členem World SF Association of Professionals, European Science Fiction Society a Science Fiction Research Association. Od roku 2020 je členem Science Fiction Writers of America. Patřil k zakládajícím členům spolku i nakladatelství Asociace fanoušků science fiction. Sestavil řadu antologií science fiction v češtině, ale inicioval také vydání výborů z české science fiction v angličtině v Indii, v ndebelštině v Zimbabwe a také v korejštině a japonštině. Společně s Ondřejem Neffem sestavili Encyklopedii literatury science fiction, která na Worldconu/Euroconu ve skotském Glasgow v roce 1995 obdržela cenu European Science Fiction Society.

## Ocenění
- 2011 Cena Marka Palmera pro diplomaty (The Mark Palmer Prize for Diplomats) – za práci na podporu demokracie v Zimbabwe převzal z rukou ministra zahraničních věcí Litvy Audroniuse Ažubalise na 6. ministeriádě Společenství Demokracií ve Vilniusu dne 1. července 2011.[19]
- 2012 čestné občanství města Soulu – předáno primátorem Soulu Pak Won-sunem u příležitosti tradičních oslav hlavního města dne 29. října 2012.[20]
- 2018 zlatý velkokříž Řádu Sikatuny (Order of Sikatuna, rank Datu, gold distinction) – nejvyšší filipínské vyznamenání, uděleno a předáno prezidentem Filipínské republiky Rodrigem Roa Dutertem dne 23. listopadu 2018 za osobní úsilí při rozvoji česko-filipínských vztahů.[21][22]